# Angélique Vaissie
Angélique Vaissie (ur. 3 grudnia 1981) – francuska zapaśniczka walcząca w stylu wolnym. Zajęła trzynaste miejsce na mistrzostwach świata w 2003. Dziesiąta na mistrzostwach Europy w 2004. Ósma w Pucharze Świata w 2001.
Mistrzyni Francji w 2004 i 2007, a druga w 2001 roku.